# Garry Miles
Garry Miles, eigentlich James „Buzz“ Cason (* 27. November 1939 in Nashville, Tennessee; † 16. Juni 2024 in Franklin, Tennessee), war ein US-amerikanischer Rhythm-and-Blues-Sänger und Komponist der frühen 1960er Jahre.

## Leben
Garry Miles trat unter seinem Geburtsnamen James Cason mit der Gruppe The Statues auf, die 1959 einen Hit in den Charts mit dem Song Blue Velvet hatten. Als Solist erreichte er 1960 mit seiner Single Look For A Star Platz 16 der US-Charts. Unter dem Namen Buzz Cason schrieb er 1967, zusammen mit Mac Gayden, den Song Everlasting Love, der in der Version der Gruppe The Love Affair im Jahr 1968 in Großbritannien auf Platz 1 der britischen Charts landete.
Miles war auch als Background-Sänger für Elvis Presley und Kenny Rogers tätig. Im Jahr 1970 gründete er Creative Workshop, ein Aufnahmestudio, in dem  Dolly Parton, Jerry Reed, Merle Haggard, The Doobie Brothers, Emmylou Harris und Olivia Newton-John aufzeichneten.